# 5445 Williwaw
5445 Williwaw eller 1991 PA12 är en asteroid i huvudbältet som upptäcktes den 7 augusti 1991 av den amerikanske astronomen Henry E. Holt vid Palomarobservatoriet. Den är uppkallad efter berget Williwaw.
Asteroiden har en diameter på ungefär 8 kilometer.